# Anisoneura salebrosa
Anisoneura salebrosa är en fjärilsart som beskrevs av Achille Guenée 1852. Anisoneura salebrosa ingår i släktet Anisoneura och familjen nattflyn. Inga underarter finns listade i Catalogue of Life.

## Bildgalleri

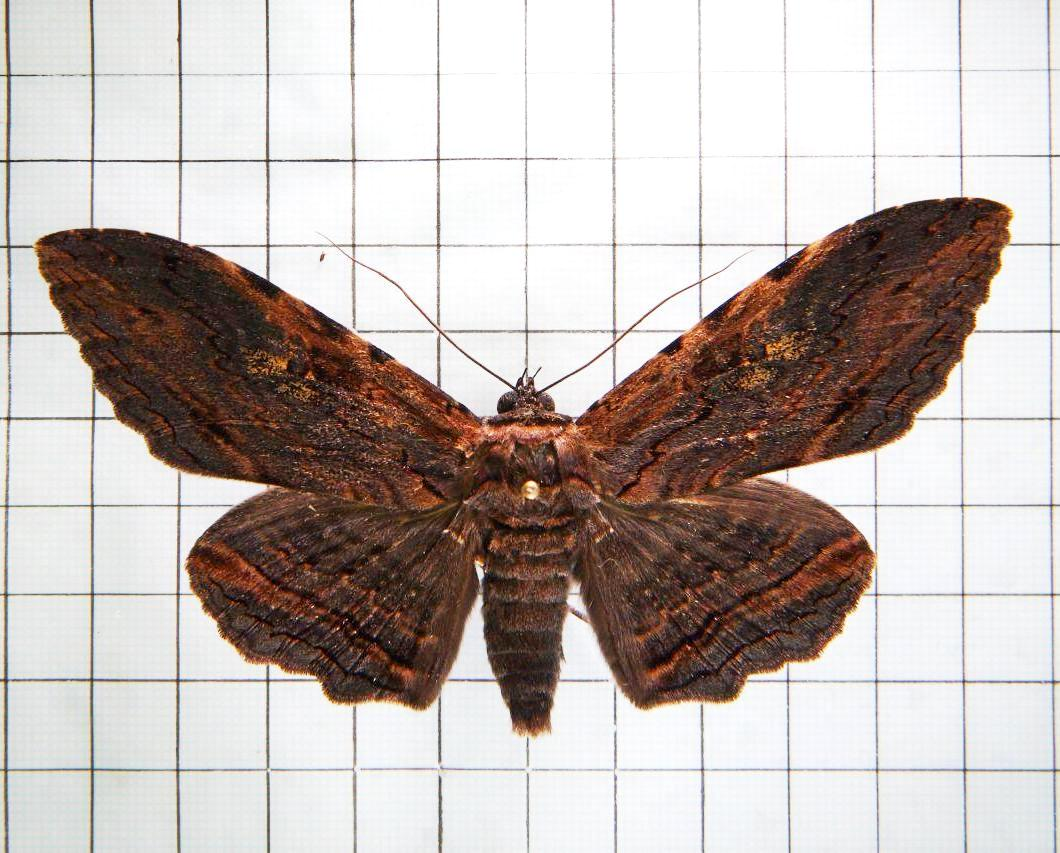